# Mohamed Slim Riad
 (juillet 2016).
Si vous disposez d'ouvrages ou d'articles de référence ou si vous connaissez des sites web de qualité traitant du thème abordé ici, merci de compléter l'article en donnant les références utiles à sa vérifiabilité et en les liant à la section « Notes et références ».
Mohamed Slim Riad est un réalisateur et scénariste algérien, né le 21 novembre 1932 à Bou Ismaïl et mort le 25 juin 2016 à Narbonne,.

## Biographie
Né en 1932, il ne suit aucune formation sur le cinéma, mais apprend son métier en autodidacte. Il fait de la prison à cause de son appartenance au FLN.

## Carrière
En 1962, il rejoint la Radiodiffusion télévision algérienne RTA et réalise des courts métrages tels que Soleil et Mitidja, Ronds de cuir.

## Filmographie

### Réalisateur
- 1966 : Soleil et Mitidja (court-métrage)
- 1967 : Ronds de cuir (court-métrage)
- 1968 : La Voie
- 1969 : L'inspecteur Tahar
- 1975 : Vent du Sud
- 1978 : Autopsie d'un complot
- 1979 : Morte la longue nuit, documentaire co-réalisé avec Ghaouti Bendadouche
- 1982 : Hassan Taxi